# Бер Ілля Леонідович
Ілля Леонідович Бер (нар. 2 лютого 1982, Москва, СРСР) — російський телеведучий, телередактор, публіцист, колишній оглядач «РИА Новости», гравець спортивної версії «Що? Де? Коли?». З 2008 по 2019 рік — головний редактор гри «Хто хоче стати мільйонером?». З 2017 року — депутат Ради депутатів району Преображенське міста Москви, був висунутий партією «Яблуко».

## Сім'я. Ранні роки
Народився 2 лютого 1982 року в Москві. Його батько - Леонід Борисович Бер, головний науковий співробітник ВАТ "Всеросійський інститут легких сплавів", фахівець в області термомеханічної обробки алюмінієвих сплавів, доктор технічних наук (2000). Його мати, Марія Наумівна Бер — піаніст, концертмейстер, професор кафедри сольного співу в Російській академії музики імені Гнесіних, в 1970 році закінчила Державний музично-педагогічний інститут імені Гнесіних (диплом з відзнакою). Сестра — Ольга Леонідівна Бер (нар. 1971), концертмейстер Московської державної консерваторії.
У 1998 році закінчив гімназію № 1505. У 2003 році закінчив історико-філологічний факультет РДГУ за спеціальністю «Російська історія XVIII століття», потім вступив до аспірантури.

## Робота на телебаченні

### НТВ
Провчившись рік, вирішив зайнятися телевізійною творчістю. Вступив в штат «Студії 2В», де деякий час був редактором телевізійної гри-вікторини «Своя гра» на телеканалі НТВ. У різний час був старшим редактором передачі «Фабрика думки. Ідея для Росії» на телеканалі «ТВ Центр » і головним редактором телегри «Ігри розуму» на НТВ.
У 2007-2008 роках вів передачу «Влада факту» на телеканалі «Культура».

### Що? Де? Коли?
У 2005 році команда під його керівництвом стала чемпіоном Росії та володарем Кубка Європи з «Що? Де? Коли?» серед молодіжних команд. Грав за «Головна книга», нині грає за команду «Ксеп», з 2011 року - капітан команди. У складі команди «Ксеп» — чемпіон світу (2014 року), срібний (2013) і бронзовий призер (2006, 2007, 2016) чемпіонату світу, а також дворазовий чемпіон Росії (2013, 2014), срібний (2006, 2015) і бронзовий (2008, 2012) призер чемпіонату Росії.
У 2010 і 2018 році грав за команду Москви в телепередачі «Брейн-ринг». Брав участь в українській версії телепередачі «Що? Де? Коли?».

### Хто хоче стати мільйонером?
У 2008-2019 роках Ілля Бер був головним редактором гри «Хто хоче стати мільйонером?». 12 лютого 2019 року Ілля Бер заявив, що магістр «Що? Де? Коли?» Олександр Друзь спробував підкупити його: в обмін на частину призових грошей, він хотів заздалегідь отримати всі питання і відповіді на них. Як доказ Бер опублікував запис бесіди. Бер повідомив питання, але лише чотири з них використовував в реальній грі. В результаті «Перший канал» на невизначений час відсторонив обох від участі в телепередачі. Як пояснив це рішення гендиректор телекомпанії «Червоний квадрат», яка знімає телешоу «Хто хоче стати мільйонером?», Ілля Кривицький, Бер не мав права обговорювати питання навіть з метою проведення «слідчого експерименту». За даними системи «Медіалогія», у лютому 2019 року Ілля Бер став цитованим російським журналістом, причому раніше він у топ-15 не фігурував.

### Інші програми
Працював редактором на телегрі «Погоня» (2012-2013) телеканалу «Росія-1».

## Політична кар'єра
У червні 2017 року Ілля Бер повідомив про свій намір стати муніципальним депутатом району Преображенське міста Москви, де він проживає з сім'єю.
|  | У березні 2015 року я зустрів свою майбутню дружину. Рік тому у нас з'явилася донька. Стало остаточно зрозуміло, що сценарій з від'їздом в моєму житті поки не реалізується. А оскільки я остаточно осідаю там, де народився і прожив 35 років, потрібно намагатися впливати на те, що відбувається. Ще мій дід оселився на Преображенці, і я відчуваю свою відповідальність за те, що відбувається в районі. |

Ілля Бер вирішив висуватися від партії «Яблуко», оскільки, за його словами, «Зараз, крім" Яблука ", людині з демократичними поглядами, вибирати особливо нема з чого: партій, з якими було б не соромно зв'язуватися, практично немає». Його кандидатура була висунута московською регіональною конференцією.
Вів виборчу кампанію за підтримки проєкту «Об'єднані демократи» Дмитра Гудкова і Максима Каца, обирався по другому пятимандатному округу району Преображенське в команді з іншим кандидатом від «Яблука», Юрієм Волновим.
За результатами виборів отримав 1355 голосів, посів 2-е місце в пятимандатном виборчому окрузі, що забезпечило йому мандат депутата Ради депутатів району Преображенське.

## Захоплення
У 2014 році переклав і видав російською мовою книгу Кена Дженнінгса «Brainiac. Дивовижні пригоди в світі інтелектуальних ігор».
Захоплюється театром, музикою, літературою, археологією. Зі школи майже щоліта бере участь в археологічних експедиціях. Брав участь в розкопках греко-скіфських городищ узбережжя Західного Криму — Беляус і Кульчука.